# Tecate/Telmex Grand Prix of Monterrey 2004
Tecate/Telmex Grand Prix of Monterrey 2004 var den andra deltävlingen i Champ Car 2004. Racet kördes den 23 maj på Fundiora Park i centrala Monterrey. Sébastien Bourdais tog över mästerskapsledningen, tack vare sin första vinst för säsongen. Stallkamraten Bruno Junqueira gjorde att Newman/Haas Racing tog en dubbelseger. Mexikanen Mario Domínguez tog en pallplats på hemmaplan, med en tredjeplats.

## Slutresultat
| Plats | Förare              | Team                | Grid | Kvaltid  |
| ----- | ------------------- | ------------------- | ---- | -------- |
| 1     | Sébastien Bourdais  | Newman/Haas Racing  | 1    | 1.13,915 |
| 2     | Bruno Junqueira     | Newman/Haas Racing  | 4    | 1.14,405 |
| 3     | Mario Domínguez     | Herdez Competition  | 2    | 1.14,343 |
| 4     | Patrick Carpentier  | Forsythe Racing     | 5    | 1.14,625 |
| 5     | Alex Tagliani       | Rocketsports Racing | 15   | 1.16,103 |
| 6     | Justin Wilson       | Conquest Racing     | 3    | 1.14,354 |
| 7     | Paul Tracy          | Forsythe Racing     | 6    | 1.14,723 |
| 8     | Ryan Hunter-Reay    | Herdez Competition  | 8    | 1.15,265 |
| 9     | Roberto González    | PKV Racing          | 12   | 1.15,791 |
| 10    | Nelson Philippe     | Rocketsports Racing | 17   | 1.17,191 |
| 11    | Michel Jourdain Jr. | RuSPORT             | 13   | 1.15,805 |
| 12    | Jimmy Vasser        | PKV Racing          | 7    | 1.15,183 |
| 13    | Rodolfo Lavín       | Forsythe Racing     | 14   | 1.16,096 |
| 14    | Oriol Servià        | Dale Coyne Racing   | 9    | 1.15,395 |
| 15    | Mario Haberfeld     | Walker Racing       | 16   | 1.16,691 |
| 16    | Alex Sperafico      | Conquest Racing     | 18   | 1.17,736 |
| 17    | A.J. Allmendinger   | RuSPORT             | 11   | 1.15,673 |
| 18    | Tarso Marques       | Dale Coyne Racing   | 10   | 1.15,582 |